# Північний Матабелеленд
Північний Матабелеленд (англ. Matabeleland North Province) — провінція в Зімбабве. Адміністративний центр провінції — місто Лупане.

## Географія і економіка
Провінція Північний Матабелеленд знаходиться в західній частині Зімбабве. Площа її становить 75 025 км².

## Населення
Великі міста — Лупане, Хванге і Вікторія-Фолз. Основне населення провінції належить до народності матабеле.
За даними на 2013 рік чисельність населення становить 747 176 осіб.
 Динаміка чисельності населення провінції по роках: 
| 1982   | 1992   | 2002   | 2013   |
| ------ | ------ | ------ | ------ |
| 470539 | 640967 | 701359 | 747176 |

## Адміністративний поділ
В адміністративному відношенні провінція Північний Матабелеленд підрозділяється на 7 районів:  Бінга, Бубі, Хванге, Лупане, Чолочо, Нкаї, Умгуза.

## Економіка
Для економіки Північного Матабеле існує два основних джерела доходів — найбільші родовища кам'яного вугілля поблизу Хванге, що є необхідною складовою для розвитку сталеливарної промисловості Зімбабве, а також туристичний бізнес — так як у провінції розташовані такі найвідоміші пам'ятки Зімбабве, як водоспади Вікторія і Національний парк Хванге.